# Малый Волочек (Псковская область)
Малый Волочек — деревня в Порховском районе Псковской области. Входит в состав сельского поселения «Славковская волость».
Расположена на юге района, в 49 км к юго-западу от райцентра Порхова.
Численность населения деревни на 2000 год составляла 10 жителей.